# Matthew Flinders
Pour les articles homonymes, voir Flinders.

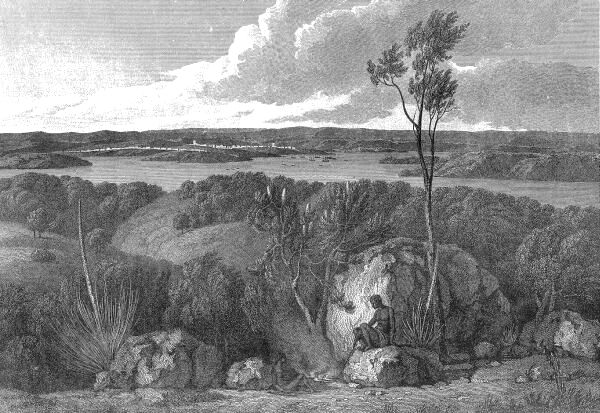
Vue de Port Jackson par Flinders.

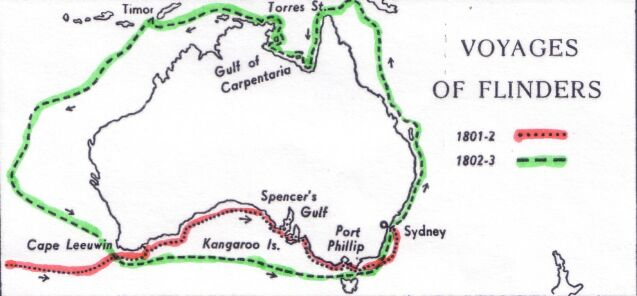
Carte du tour d'Australie fait par Flinders.

Matthew Flinders (16 mars 1774 à Donington – 19 juillet 1814 à Londres) était un navigateur et explorateur britannique. Il était l'un des plus remarquables navigateurs et cartographes de son époque.
Dans une carrière qui dura guère plus de vingt ans, il voyagea avec le capitaine William Bligh, fit le tour de l'Australie, encourageant le choix de ce nom pour désigner ce nouveau continent, survécut à un naufrage et fut fait prisonnier comme espion, découvrit et corrigea les effets des métaux ferreux sur les compas de navigation, écrivit un livre majeur sur la découverte de l'Australie : A Voyage To Terra Australis.
L'égyptologue William Matthew Flinders Petrie est son petit-fils.

## Biographie
Il naît à Donington, dans le Lincolnshire. Très jeune il se passionne pour les grandes découvertes à la lecture de Robinson Crusoé et, à l'âge de 15 ans, il s'engage dans la Royal Navy, servant comme matelot sur le Bellerophon sous les ordres du capitaine Pasley qui le recommande au capitaine Bligh avec lequel il navigue sur le Providence, transportant des fruits à pain entre Tahiti et la Jamaïque.
Plus tard, Flinders va jusqu'en Australie sur le Reliance, se montrant fin navigateur et cartographe et, en 1795, il explore la côte autour de Sydney dans un petit bateau appelé Tom Thumb (Tom Pouce). En 1798, avec George Bass, il fait le tour de la Tasmanie prouvant ainsi qu'il s'agissait bien d'une île. Le passage entre le continent et la Tasmanie est appelé détroit de Bass alors que la plus grande des îles de l'archipel Furneaux est appelée Flinders Island.
Le 17 juillet 1799, il accoste dans la baie Moreton entre Redcliffe et Brighton. Il pose pied à Pumicestone Passage, Redcliffe et Coochiemudlo Island et remonte jusqu'à Clontarf. C'est lui qui pendant ce voyage donne son nom à Redcliffe (Red Cliffs signifie « falaises rouges »).
Flinders épouse Ann Chappell, le 17 avril 1801, mais il est contraint de quitter rapidement sa jeune épouse car le gouvernement britannique le renvoie en Australie. Il part en juillet aux commandes de l'Investigator pour faire une carte détaillée des contours de l'Australie, la côte sud étant inconnue à l'époque. Entre décembre 1801 et juin 1803, Flinders fait le tour de l'Australie, traçant la plupart des cartes côtières demandées, y compris la grande baie australienne et le golfe de Carpentarie.
Parti d'Angleterre en juillet, il atteint Cap Leeuwin le 6 décembre et commence son relevé en allant vers l'est, atteignant Fowlers Bay le 28 janvier 1802.
Le 8 avril 1802, Flinders, naviguant vers l'est, rencontre l'explorateur français Nicolas Baudin qui navigue lui vers l'ouest à bord du Géographe. Les deux hommes avaient été envoyés par leurs gouvernements respectifs de façon indépendante pour faire le relevé des côtes sud de l'Australie, appelée à l'époque Nouvelle-Hollande. Ils échangent les détails de leurs découvertes et font voile ensemble vers Port Jackson pour se réapprovisionner. Par la suite, Flinders appelle leur lieu de rencontre, près de Kangaroo Island, Encounter Bay.
En juin 1803, la coque de l’Investigator est tellement abîmée que Flinders est obligé d'arrêter ses relevés de la côte nord pour rentrer à Port Jackson par la côte ouest et sud, fermant ainsi son tour complet de l'Australie.
Flinders embarque pour l'Angleterre à bord du  Porpoise, afin de ramener un nouveau vaisseau et finir ses relevés, mais son navire heurte un récif dans la grande barrière de corail. Flinders réussit à ramener le navire accidenté à Port Jackson, à 700 miles de là, et organise le sauvetage de l'équipage qu'il avait laissé sur Wreck Reef.
Flinders essaie à nouveau de rentrer en Angleterre à bord d'un autre bateau, le  Cumberland, mais le bateau est en si mauvais état que Flinders est obligé de faire escale le 17 décembre 1803 à l'île de France (aujourd'hui île Maurice) pour le faire réparer. Or, Flinders ignore que l'Angleterre est de nouveau en guerre contre la France, et le gouverneur français de l'île, le  général Decaen, retient Flinders comme prisonnier de guerre. Flinders écrit à son gouvernement qui contacte le gouvernement français pour faire valoir les droits de Flinders, et le gouvernement français demande la libération du Britannique. Malgré cela, Decaen refuse de relâcher Flinders qui doit rester prisonnier. Cette situation est due à l'incompréhension et à l'antipathie réciproque entre les deux hommes, de sorte que Flinders reste consigné sur l'île pendant près de sept ans. D'abord incarcéré dans la maison Despeaux, à Port-Louis, avec d'autres prisonniers, il est transféré, le 19 août 1805, dans le domaine de Madame d'Arifat à Plaines Williams, Disposant de plus de liberté, il est reçu dans les meilleures familles : Edward Pitot, Barbé-Marbois (le frère de François, le ministre) et Augustin Baudin (le frère de Nicolas). Il reçoit chez lui L'Haridon lorsqu'il quitte l'expédition Baudin.
Le 13 juin 1810, Decaen consent enfin à le libérer, à condition qu'il ne serve pas contre la France. L'île est prise par les Anglais en octobre 1810. Il rentre en mauvaise santé par suite de son séjour. Il désire rencontrer le journaliste français, qui réside à Londres, Jean-Gabriel Peltier et pour cela dépose une carte de visite le 7 avril 1811. Il se met aussitôt à écrire son livre A Voyage to Terra Australis. Le 18 juillet 1814, le livre est publié. Le lendemain, Matthew Flinders meurt, il a 40 ans.
L'Ambigu ou Variétés littéraires et politiques annonce la parution du livre dans le volume 46, n° 408, année 1814, p. 253. Ce journal appartient à Jean-Gabriel Peltier, cousin de Nicolas Baudin. La captivité de Flinders est évoqué dans ce journal volume 20, n° 178, où le gouverneur Decaen est qualifié de "sauvage".

## Hommage
Flinders est considéré comme le principal explorateur de l'Australie, et de nombreux sites, établissements et monuments australiens portent son nom.
Il fut le premier explorateur européen à visiter la chaîne des You Yangs près de Geelong. Le 1er mai 1802, accompagné de trois de ses hommes, il grimpe sur le point culminant de la chaîne qu'il appela « Station Peak ». Ce nom est ensuite changé en Flinders Peak en son honneur.
L'Australie a émis, dans les années 1960, un billet de 10 shillings à son effigie.